# Эррера, Карин
Карин Эррера (исп. Karin Herrera; род. 25 июля 1967, Гватемала) — гватемальская учёная, государственная и политическая деятельница. Является вице-президентом Гватемалы с 14 января 2024 года. Член политической партии «Семилья», вступила в должность вице-президента 14 января 2024 года вместе с избранным президентом Бернардо Аревало, одержав победу во втором туре всеобщих выборов 2023 года.

## Ранний период жизни и карьера
Родилась 25 июля 1968 года в городе Гватемале в консервативной семье среднего класса. Единственная дочь Адальберто Эрреры и Глэдис Агилар. Отец был юристом из Уэуэтенанго, который в 1976 году работал судьей в Эль-Петене, а её мать — домохозяйкой из Хутьяпы. Мать обладала консервативными и антикоммунисткими взглядами, но позже изменила свои идеологические позиции после прочтения книги Рикардо Фалья-Санчеса «Резня в джунглях».
В детстве родители пытались защитить её от враждебной окружающей действительности, вызванной гражданской войной в стране. Вместе с матерью она стала свидетелем похищения соседа, молодого студента Университета Сан-Карлоса. Этот инцидент оставил негативный след в памяти Карин Эрреры, заставив её вести себя осторожно.

### Образование
Окончила факультет химических наук Университета Сан-Карлоса по специальности биология. Она имеет степень магистра экологических исследований из Universidad del Valle de Guatemala и докторскую степень по политологии и социологии Папского университета Саламанки в Испании. Получила несколько международных наград за свою работу о защите окружающей среды.

### Преподаватель и консультант
После получения высшего образования начала работать преподавателем в Университете Сан-Карлоса (USAC), а также директором по программе химических и биологических исследований в университете. В качестве профессора читала курсы по таким темам, как «Микробиологический анализ и контроль промышленных процессов» и «Микробиологический контроль пищевых продуктов, лекарств и косметики». Также стала советником различных организаций, таких как: «Управление озера Аматитлан» (AMSA), «Врачи без границ» и «Национальная сеть экологического обучения и исследований» (REDFIA).
Сотрудничала с Комиссией по стандартам Гватемалы (COGUANOR) и Бюро аккредитации Гватемалы (OGA) и была представителем Технического комитета испытательных и калибровочных лабораторий OGA. Также участвовала в качестве консультанта в нескольких диссертациях, семинарах и исследовательских проектах.

### Член правления USAC
Во время демонстраций 2015 года решила участвовать в политическом совете USAC, где была избрана представителем Колледжа фармацевтов и химиков Гватемалы. Занимала эту должность с 2015 по 2017 год.
В 2021 году была избрана вице-президентом совета директоров Колледжа фармацевтов и химиков Гватемалы до 2023 года.

## Политическая карьера
Симпатизирует партии «Семилья». В конце 2022 года депутат Роман Кастельянос пригласил её принять участие во внутреннем процессе избрания кандидата на пост вице-президента «Семильи» и одержала победу на партийных выборах. В январе 2023 года официально провозглашена кандидатом на должность вице-президента государства для участия во всеобщих выборах. Одержала победу на всеобщих выборах, вступит в должность вице-президента Гватемалы 14 января 2024 года.

## Политическая позиция
Заявляет, что её политическая идеология основана на христианском гуманизме.

## Личная жизнь
В 2001 году вышла замуж за биолога Густаво Гомеса Альвареса, с которым развелась в 2021 году. У пары двое детей. Свободно говорит на английском языке.